# 1Y busz (Pápa)
A pápai 1Y jelzésű autóbusz az Autóbusz-állomás (Szabadság utca) és a Yanfeng megállóhelyek között közlekedik. A vonalat a Volánbusz üzemelteti.

## Közlekedése
Munkanapokon műszakváltáskor közlekedik.

## Útvonala
| Yanfeng felé | Autóbusz-állomás (Szabadság utca) felé |
| --- | --- |
| Autóbusz-állomás (Szabadság utca) – Szabadság utca – Tókert utca – Március 15. tér – Jókai utca – Veszprémi út – Vízmű utca – Szabó Ervin utca – Juhar utca – Yanfeng | Yanfeng – Juhar utca – Szabó Ervin utca – Vízmű utca – Veszprémi út – Jókai utca – Március 15. tér – Tókert utca – Szabadság utca – Autóbusz-állomás (Szabadság utca) |

## Megállóhelyei
| 0  | Autóbusz-állomás (Szabadság utca) | 11 | 1, 1H, 2, 3, 4A, 4B, 5, 6A, 6B, 13, 14, 16, 17 | Helyközi autóbusz-állomás, Vásárcsarnok, Munkaügyi központ                                                                                                   |
| ∫  | Március 15. tér                   | 10 | 1, 1H, 2, 3, 4B, 6B                            | Református templom, Pápai Református Kollégium Gimnáziuma és Művészeti Szakgimnáziuma, Pápai Református Teológiai Akadémia, Kékfestő Múzeum, Március 15. tér |
| 2  | Kórház                            | 9  | 1, 1H, 4A, 4B, 6A, 6B, 14, 16                  | Gr. Esterházy Kórház és Rendelőintézeti Szakrendelő |
| 3  | Szalmavári utca                   | ∫  | 1, 1H, 4A, 6A                                  | |
| 4  | Budai Nagy Antal utca             | 7  | 1, 1H, 2, 4A, 4B, 6A, 6B, 7, 14, 16            | |
| 6  | Közgazdasági szakközépiskola      | 5  | 1, 1H, 2, 7, 14, 16                            | Pápai Gazdasági Szakképző Iskola és Kollégium, Weöres Sándor Általános Iskola                                                                                |
| 7  | Veszprémi út                      | 4  | 1, 1H, 2, 7, 14, 16                            | Batthyány Lajos Mezőgazdasági és Élelmiszeripari Szakképző Iskola és Kollégium                                                                               |
| 8  | Vízmű utca                        | 3  | 1, 1H, 7                                       | Posta |
| 9  | Szabó Ervin utca                  | 2  | 1, 1H, 7                                       | |
| 11 | Yanfeng                           | 0  |                                                | Yanfeng Hungary Automotive Interior Systems Kft. |